# Poimenski seznam evroposlancev s Cipra
Poimenski seznam evroposlancev s Cipra.

## Seznam
| Ime                       | Stranka                                                | Mandat(i) |
| Adamos Adamou             | Evropska združena levica – Zelena nordijska levica     | 2004-2009 |
| Panayiotis Demetriou      | Evropska ljudska stranka - Evropski demokrati          | 2004-2009 |
| Ioannis Kasoulides        | Evropska ljudska stranka - Evropski demokrati          | 2004-2009 |
| Marios Matsakis           | Skupina zavezništva liberalcev in demokratov za Evropo | 2004-2009 |
| Yiannakis Matsis          | Evropska ljudska stranka - Evropski demokrati          | 2004-2009 |
| Kyriacos Triantaphyllides | Evropska združena levica – Zelena nordijska levica     |           |